# St. Willibald (Weidenwang)

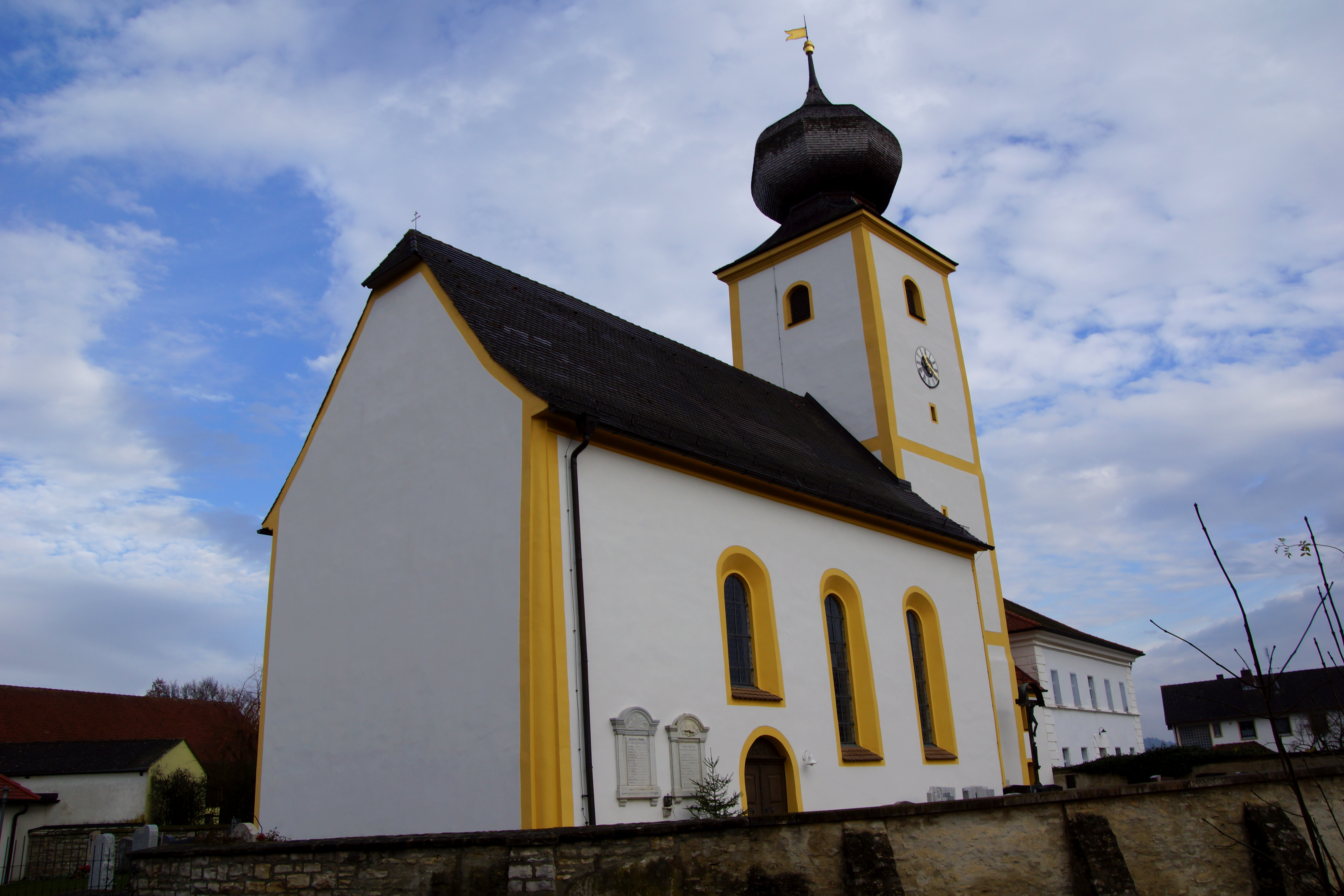
St. Willibald (Weidenwang)

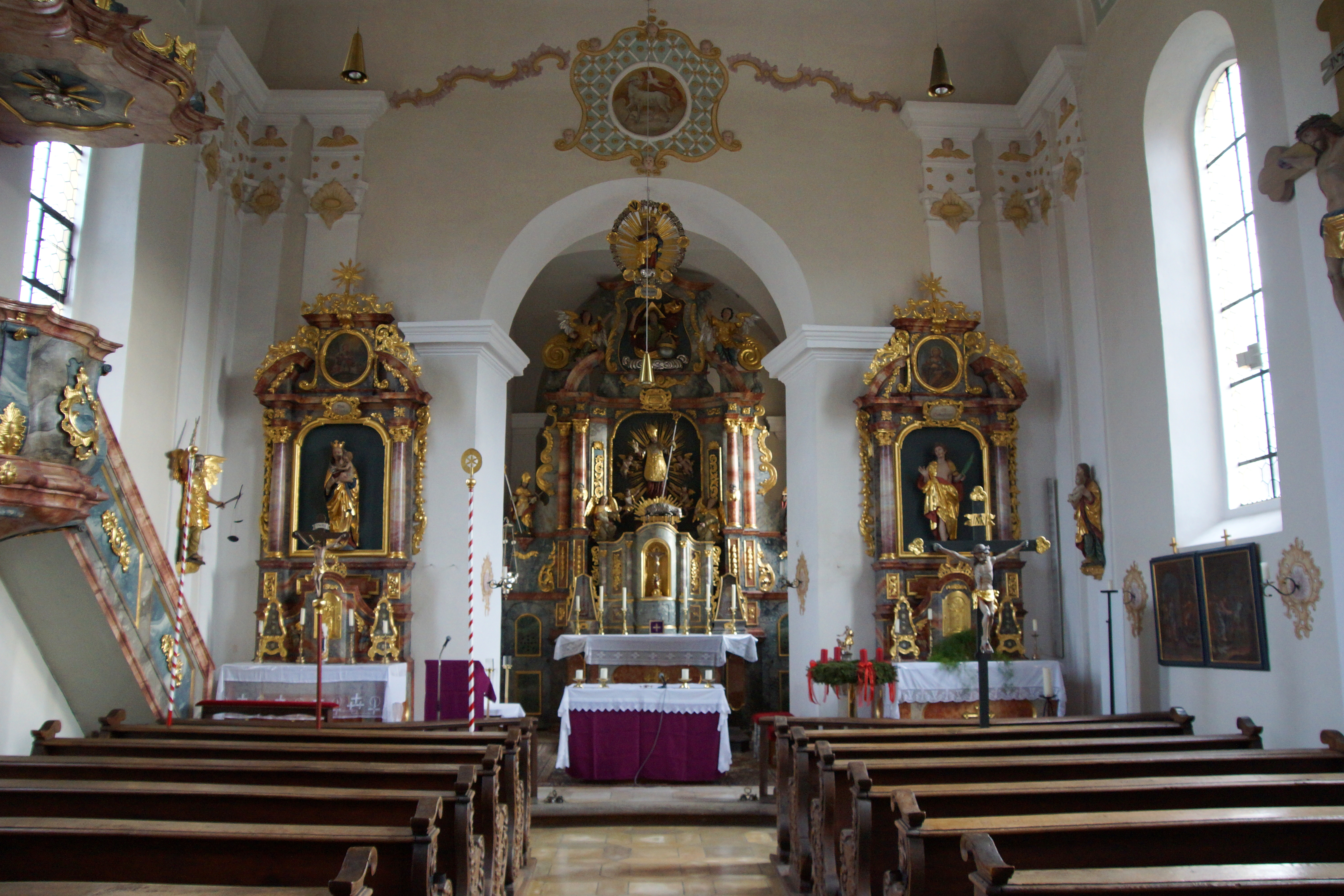
Innenansicht

Die römisch-katholische, denkmalgeschützte Pfarrkirche St. Willibald steht in Weidenwang, einem Gemeindeteil der Stadt Berching im Landkreis Neumarkt in der Oberpfalz. Sie gehört zum Dekanat Neumarkt in der Oberpfalz des Bistums Eichstätt. Das Bauwerk ist unter der Denkmalnummer D-3-73-112-202 als Baudenkmal in die Bayerische Denkmalliste eingetragen.

## Beschreibung
Die erste Kirche wurde in der Zeit zwischen 1057 und 1075 durch den Eichstätter Bischof Gundekar II. geweiht. Die heutige Saalkirche wurde 1762 unter Verwendung des gotischen Chorturms erbaut. Das Langhaus ist mit einem Satteldach mit einem Krüppelwalm im Westen bedeckt. Die oberen Geschosse des Chorturms beherbergen die Turmuhr und den Glockenstuhl, in dem drei Kirchenglocken hängen. Darauf sitzt eine Zwiebelhaube.
Der Innenraum des Langhauses ist mit einer Flachdecke mit Vouten an den Ecken überspannt, der des quadratischen Chors, d. h. der des Erdgeschosses des Chorturms, mit einem Kreuzgewölbe. Auf dem um 1900 erneuerten Fresko an der Decke ist die Christi Himmelfahrt dargestellt, die von Medaillons mit den Evangelistensymbolen, den Kirchenvätern sowie dem heiligen Willibald umgeben ist. Zur Kirchenausstattung gehört der um 1700 gebaute Hochaltar mit einer Statue des heiligen Willibald, der von Statuen des Bonifatius und der Walburga flankiert wird. Die Kanzel stammt aus der Erbauungszeit.